# Trichopterigia adiopa
Trichopterigia adiopa är en fjärilsart som beskrevs av Louis Beethoven Prout 1958. Trichopterigia adiopa ingår i släktet Trichopterigia och familjen mätare. Inga underarter finns listade i Catalogue of Life.